# Kirchberg (Neu Fahrland)
Der Kirchberg ist eine 85 m ü. NHN hohe Erhebung auf der Gemarkung von Neu Fahrland, einem Ortsteil der Stadt Potsdam in Brandenburg.

## Lage
Die Erhebung liegt im Nordosten der Gemarkung im Waldgebiet Heineholz. Westlich befindet sich der Fahrlander See, südlich der Weiße See. Die Bundesstraße 2 führt im Westen von Norden kommend in südlicher Richtung an der Erhebung vorbei.

## Geschichte
Die Erhebung wurde in einer früheren Zeit auch Hünenberg genannt. Die AG Chronik und Öffentlichkeitsarbeit des Ortsbeirats Neu Fahrland vermutet, dass der Name auf Semnonen zurückzuführen sei, die möglicherweise die Erhebung als Opfer- und Begräbnisstätte nutzten. Im 12./13. Jahrhundert entstand eine Kapelle, die im 17. Jahrhundert verfallen war und 1694 bis auf die Grundmauern abgerissen wurde. Im 19. Jahrhundert entdeckten Künstler den Berg und seine Aussicht als Motiv. Der Berliner Maler Carl Daniel Freydanck, der ausschließlich Veduten für die Königliche Porzellan-Manufaktur Berlin malte, schuf 1845 ein Ölgemälde, das den Blick vom Kirchberg auf den Jungfernsee zeigt. Ein Aquarell mit dem gleichen Motiv stammt vom Architekten Julius Hennicke. Die Erhebung war auch Thema bei Theodor Fontane. Er schrieb im Jahr 1869 über den Kirchberg: „Es verlohnt sich durchaus, ihn zu besteigen. Seine Höhe ist zweihunderundsiebzig Fuß. Das landschaftliche Bild, das sich von seiner Kuppe aus dem Auge darstellt, ist sehr schön…“. In der Zeit der DDR entstanden im Umfeld mehrere Funktionsbauten, darunter ein Betonbunker für die Zivilverteidigung sowie zwei Hochbehälter für Trinkwasser. Bis zur Wende war das Areal jedoch in Vergessenheit geraten. Erst nach 1990 wurden die Waldwege hergerichtet und zwei Schneisen als Sichtachsen in den Wald geschlagen.